# John Dalrymple (Mediziner)

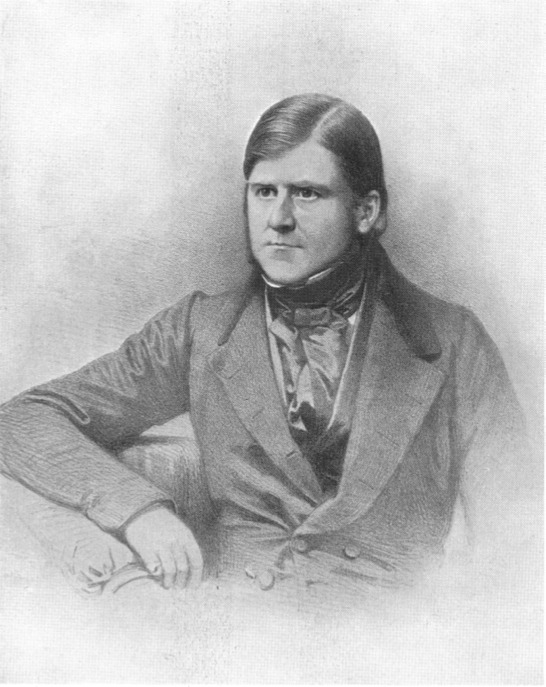
John Dalrymple, Lithographie

John Dalrymple (* 1803 in Norwich; † 2. Mai 1852 in London) war ein englischer Augenarzt. Er studierte an der University of Edinburgh, wo er 1827 graduierte. Im selben Jahr ließ er sich in London als Augenarzt nieder und wurde Mitglied des Royal College of Surgeons. Ab 1832 arbeitete er im  Royal Ophthalmic Hospital, wo er 1843 seine Weiterbildung als Chirurg abschloss. 1850 wurde er Fellow of the Royal Society. Er starb 1852, nur wenige Wochen nach der Veröffentlichung seiner Monographie über die Pathologie des Auges.

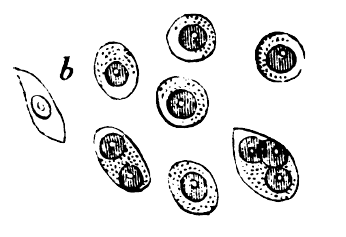
Holzschnitt von Dalrymples Befunden beim Multiplen Myelom (1846)

Nach John Dalrymple ist das Dalrymple-Zeichen benannt, ein Symptom der endokrinen Orbitopathie, bei dem die Lederhaut des Auges (Sklera) aufgrund einer übermäßig erweiterten Lidspalte über dem oberen Rand der Hornhaut sichtbar ist.
Von Dalrymple stammt eine der ersten Veröffentlichungen zum multiplen Myelom, wobei er mit dem Mikroskop feingewebliche (histologische) Untersuchungen eines betroffenen Patienten vornahm und erstmals Myelomzellen beschrieb.

## Veröffentlichungen
- The anatomy of the human eye. London, 1834.
- Pathology of the human eye. London, 1852.